# Scinax similis
Scinax similis es una especie de anfibios de la familia Hylidae. Es endémica de Brasil.
Sus hábitats naturales incluyen sabanas secas, praderas a baja altitud, pantanos, marismas intermitentes de agua dulce, pastos, jardines rurales, áreas urbanas, zonas previamente boscosas ahora muy degradadas y estanques.